# Cometes acutipennis
Cometes acutipennis är en skalbaggsart som beskrevs av Jean Baptiste Lucien Buquet 1851. Cometes acutipennis ingår i släktet Cometes och familjen långhorningar. Inga underarter finns listade i Catalogue of Life.